# Luigi Miradori

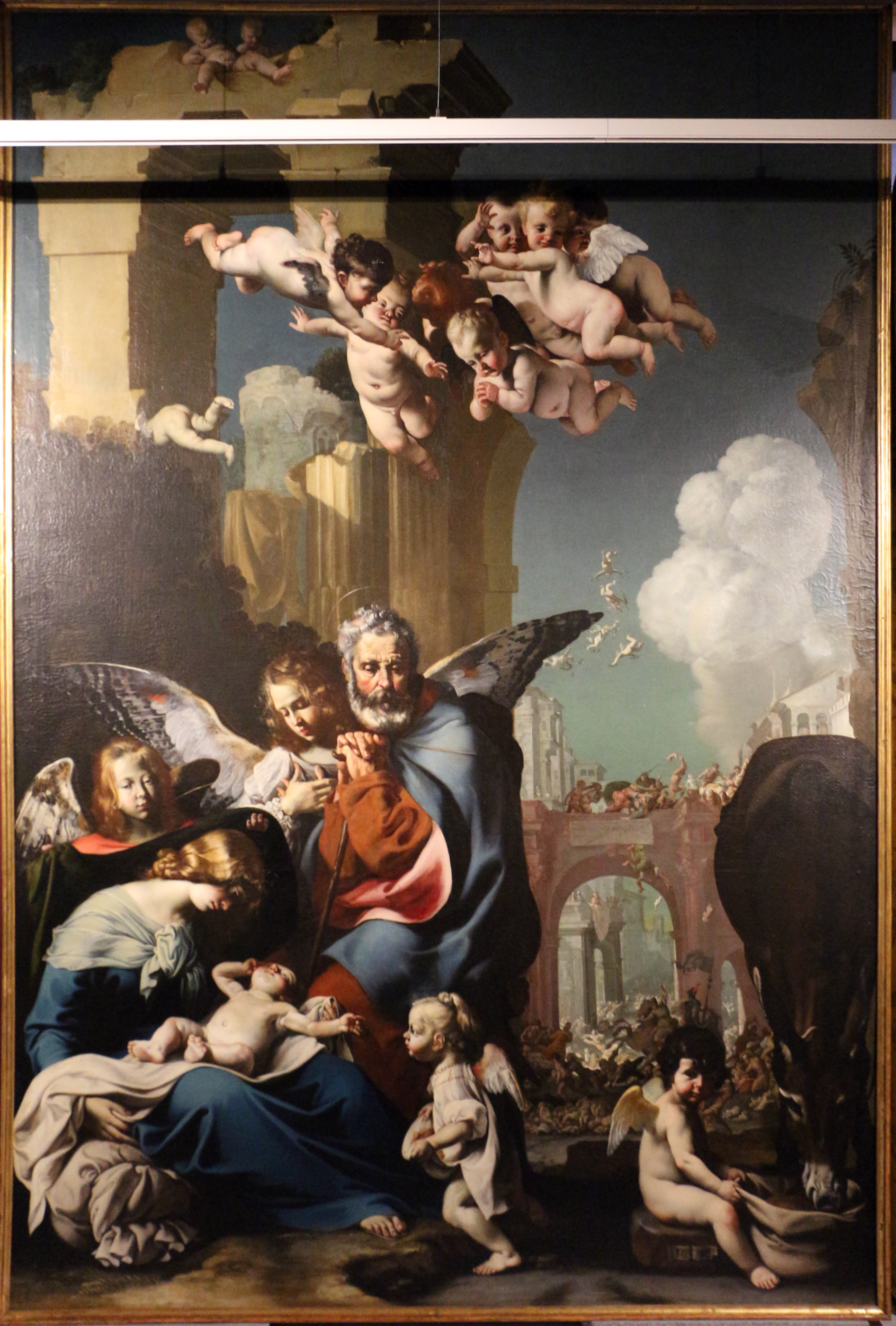
Riposo nella fuga in Egitto, 1650, Sant'Imerio, Cremona

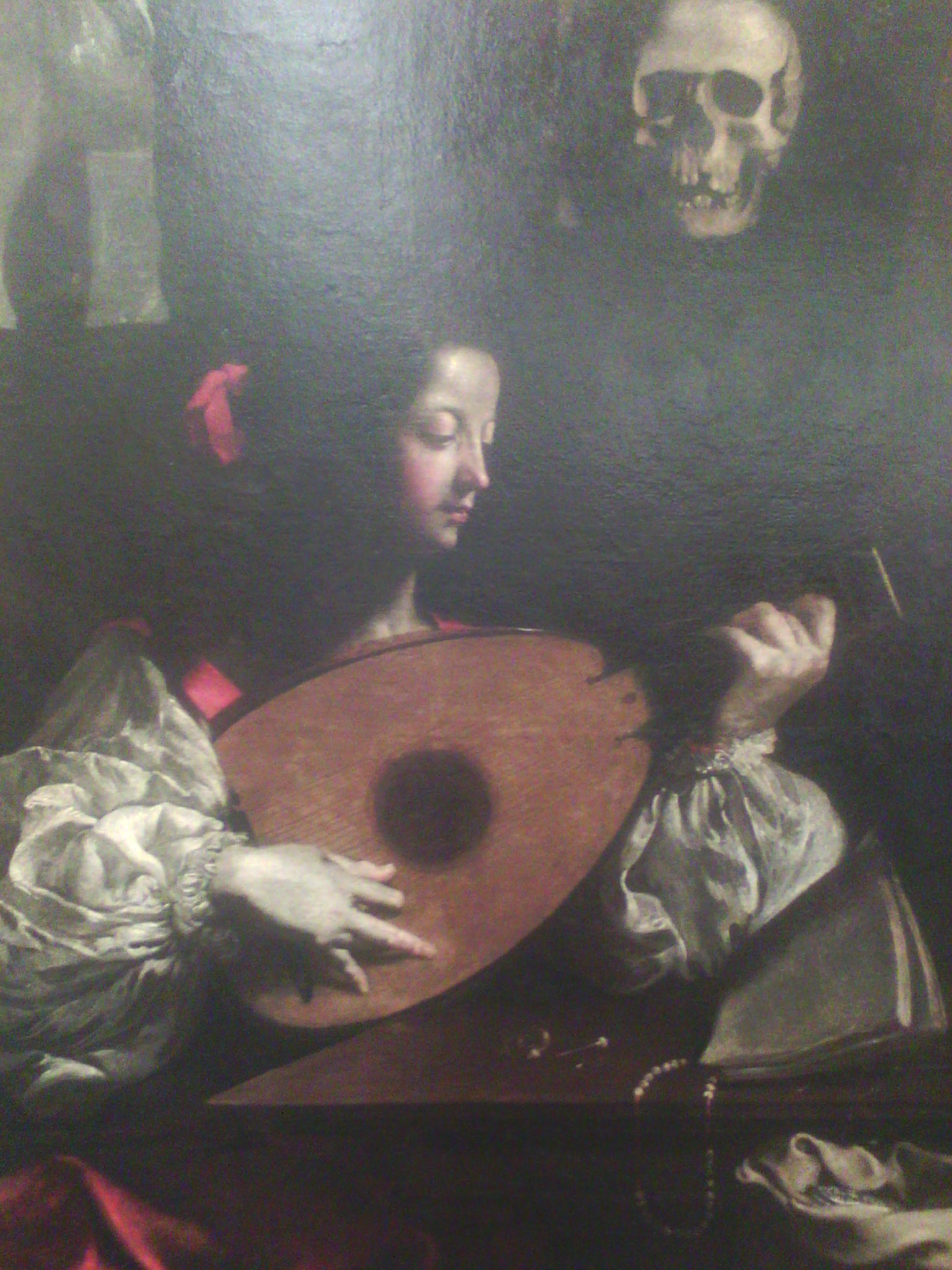
Suonatrice di Liuto, esposta presso il Palazzo Rosso di Genova.

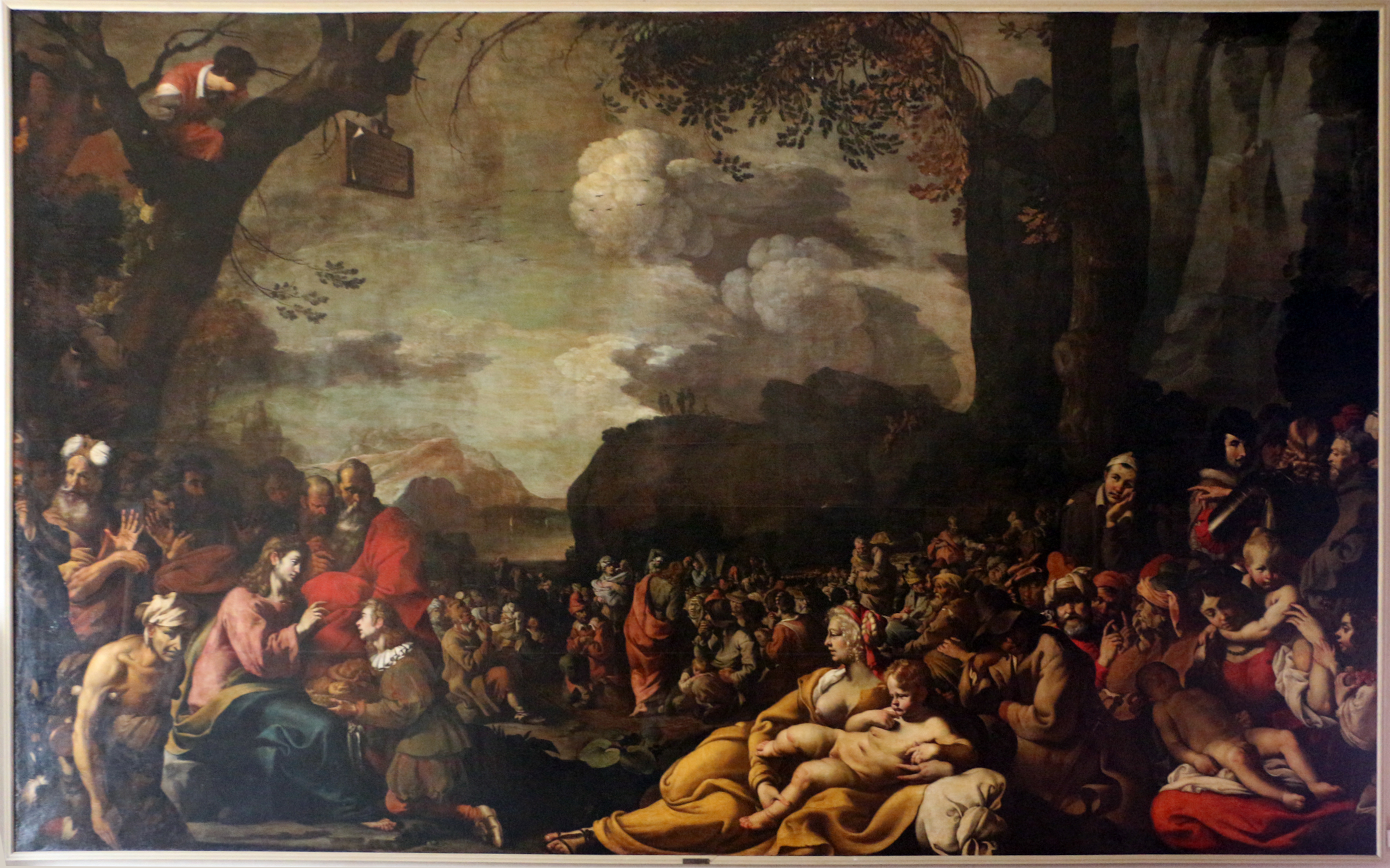
Moltiplicazione dei pani e dei pesci, 1647, Palazzo comunale di Cremona

Luigi Miradori (Genova, 1605 circa – Cremona, 1656 circa) è stato un pittore italiano, noto come il Genovesino o il Genovese.

## Biografia[1]
Nato intorno al 1605, Miradori fu un pittore genovese, esponente della scuola lombarda.
Nel 1627 sposò la genovese Gerolama Venerosi, con cui lasciò il capoluogo ligure intorno al 1632 per trasferirsi a Piacenza. Nel 1635 morì la moglie che gli aveva dato quattro figli di cui uno solo, Giacomo, sopravvisse all'infanzia. Nel settembre dello stesso anno sposò la genovese Anna Maria Ferrari, da cui ebbe numerosi figli. Verso il 1637 si trasferisce a Cremona, ove fu battezzata la figlia Felice Antonia, che seguì, come il fratello Giacomo, le orme paterne.
La maggioranza delle sue opere sono conservate nelle chiese della sua città d'adozione, Cremona, dove morì intorno al 1656.

## Opere[2][3]
- San Sebastiano curato da Sant'Irene, tela (130 x 111 cm), Genova, Museo dei Beni Culturali Cappuccini (presso il Convento della Santissima Annunziata di Portoria)
- Suonatrice di liuto, tela (138 x 100 cm), Genova, Palazzo Rosso
- Vanitas, tavola (ø 25,5 cm), Breno, Museo Camuno
- Sacra Famiglia, 1639, tela (182 x 134 cm), Piacenza, Fondazione Istituto Gazzola[4]
- Madonna del Carmine con i Santi Maria Maddalena, Margherita, Filippo e Giacomo, 1640, tela (246 x 197 cm), Castelleone, Santi Filippo e Giacomo
- Adorazione dei Magi, 1640-1650, tela (240 x 178 cm), Parma, Galleria nazionale
- Aronne ferma la peste (?), tela (71,8 x 117,7), Parma, Galleria nazionale
- Nascita della Vergine, 1642, tela (188 x 276 cm), Cremona, Museo civico Ala Ponzone
- Martirio di San Paolo, 1642, tela (190,5 x 260 cm), Cremona, Museo civico Ala Ponzone
- Nascita e Morte di San Carlo Borromeo, 1642, tela (64 x 51,6 cm ciascuna), Cremona, Seminario vescovile, Museo Berenziano
- Angelo custode che indica al devoto la Trinità e le anime del purgatorio, tela, Bucarest, Museo Nazionale d'Arte
- Presentazione della Vergine al tempio, tela (310 x 180 cm), Cremona, Santi Marcellino e Pietro
- Ritratto di un monaco olivetano della famiglia Pueroni, tela (141 x 96 cm), collezione privata
- Miracolo del Beato Bernardo Tolomei, tela (260 x 180 cm), Soresina, San Siro (già Cremona, San Lorenzo)
- Storie di San Rocco, 1645-1646, tela (dimensioni varie) Cremona, Cattedrale
- Madonna con il Bambino e San Giuseppe tra i Santi Apollonia, Carlo, Rocco e Sebastiano, 1646, tela, Castello Cabiaglio, Sant'Appiano
- Sigismondo Ponzone all'età di quattro anni, Museo civico Ala Ponzone, Cremona
- Amore dormiente (1652), olio su tela, 74x59 cm, Museo civico Ala Ponzone, Cremona[5]
- Ritratto di gentiluomo, Museo di Palazzo d'Arco a Mantova
- Moltiplicazione dei pani e dei pesci, 1647, Palazzo comunale di Cremona
- Ultima Cena, Cremona, palazzo Comunale
- Miracolo della mula di sant'Antonio da Padova (Soresina, Santa Maria del Cingaro)
- Miracolo di San Giovanni Damasceno (1648), chiesa di Santa Maria Maddalena a Cremona
- Veduta fantastica del porto di Genova con la caduta di Icaro (ubicazione ignota)
- Riposo nella fuga in Egitto, 1650, dipinta per la chiesa di Sant'Imerio a Cremona
- Madonna col Bambino che appare al beato Felice da Cantalice, 1651, Musée national du Château di Compiègne (deposito del Louvre)
- Annunciazione, olio su tela, Chiesa dei Santi Fabiano e Sebastiano, San Martino dall'Argine, Mantova
- San Gerolamo nel deserto del Museo Borgogna di Vercelli
- Martirio e la Gloria di Sant'Orsola, chiesa dei Santi Marcellino e Pietro a Cremona
- Madonna del Rosario tra i Santi Domenico e Caterina da Siena, parrocchiale di Casalbuttano (1652)
- Cornice dipinta della nicchia che ospita la statua di Sant'Antonio nella chiesa francescana di Santa Maria delle Grazie a Codogno
- Ultima Cena dipinta per la Confraternita del Santissimo Sacramento della chiesa di San Siro a Soresina
- Annunciazione di Santa Maria dei Sabbioni a Cappella Cantone, firmata e datata 1654
- Santa Lucia di Castelponzone (1654), chiesa dei Santi Faustino e Giovita
- Storie di Sansone, collezione privata
- San Nicola da Bari con l'offerente, firmata e datata 1654, Milano, Pinacoteca di Brera
- Sant'Onofrio, olio su rame, collezione privata, Cremona
- Santa Caterina d'Alessandria, olio su rame, collezione privata, Cremona
- Comunione di San Bonaventura, olio su tela, 148x109 cm, Milano
- Vanitas, olio su tela, 32x41 cm, Milano
- Vanitas, olio su tela, 70,5x59 cm, Londra
- Vanitas, olio su tela, 93x86 cm, Collezione G. Bulgarini d'Elci, Siena
- Sant'Agostino scaccia l'Eresia, olio su tela, 109x85 cm
- Adorazione dei pastori, olio su tela, 139x163 cm, Lucca
- Putto dormiente, olio su tela, 80x68 cm, Roma
- Putto dormiente con vaso di fiori, olio su tela, 80x68 cm, Roma
- Volto di vecchia, olio su tela, 36x31 cm, Museo Gazzola, Piacenza
- Volto di vecchia, olio su tela, 36x31 cm, Museo civico Ala Ponzone, Cremona